# Palmeira (Paraná)
Palmeira  è un comune del Brasile nello Stato del Paraná, parte della mesoregione del Centro Oriental Paranaense e della microregione di Ponta Grossa.